# شارع الممشى (بتايا)
شارع الممشى هو شارع رئيسي في مدينة باتايا في تايلاند. يعتبر الشارع من أهم مناطق الجذب السياحي التي تستهدف السياح.الشارع من أهم مظاهر حياة الليل في تايلاند.

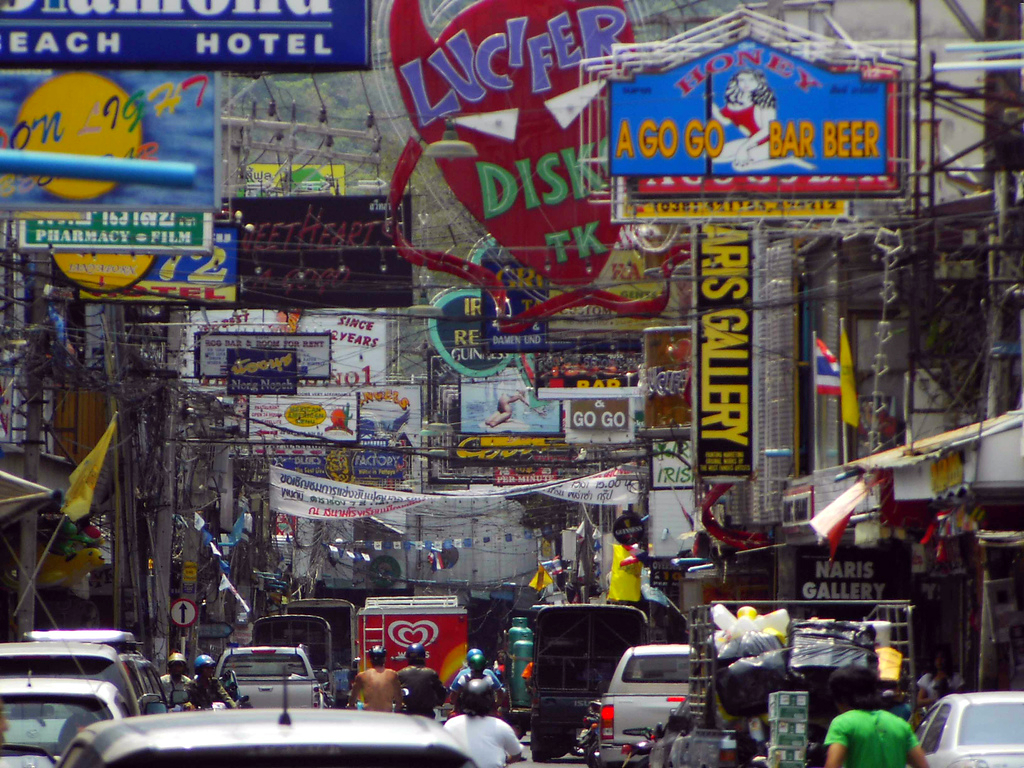
شارع المشي خلال النهار

## معرض صور

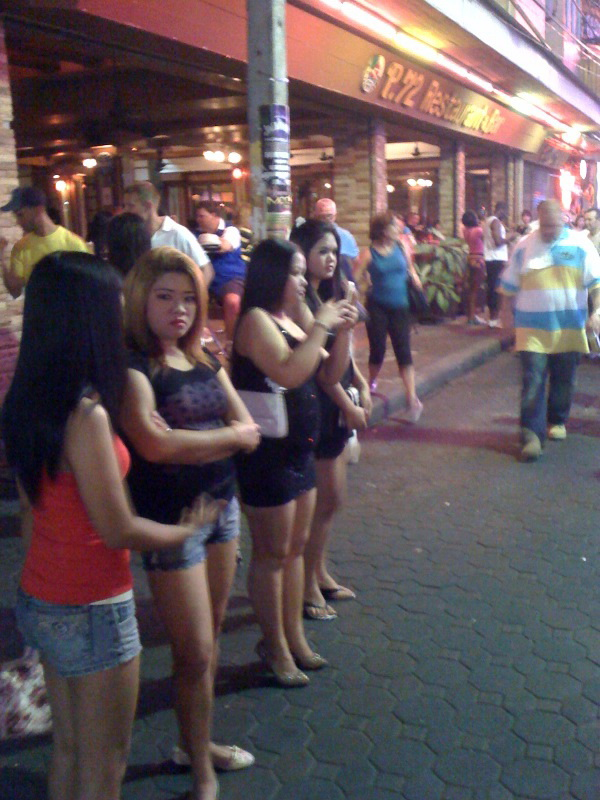
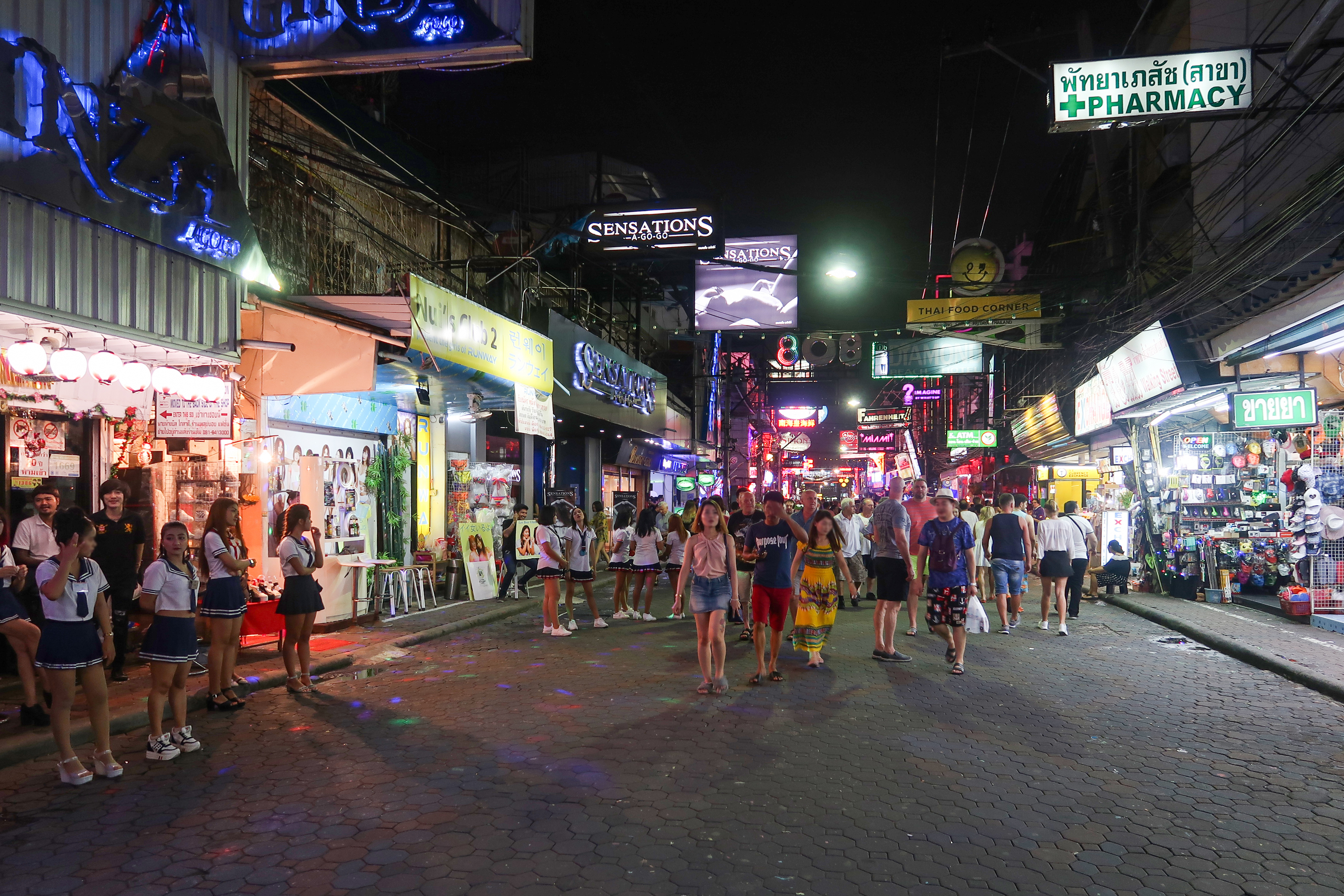
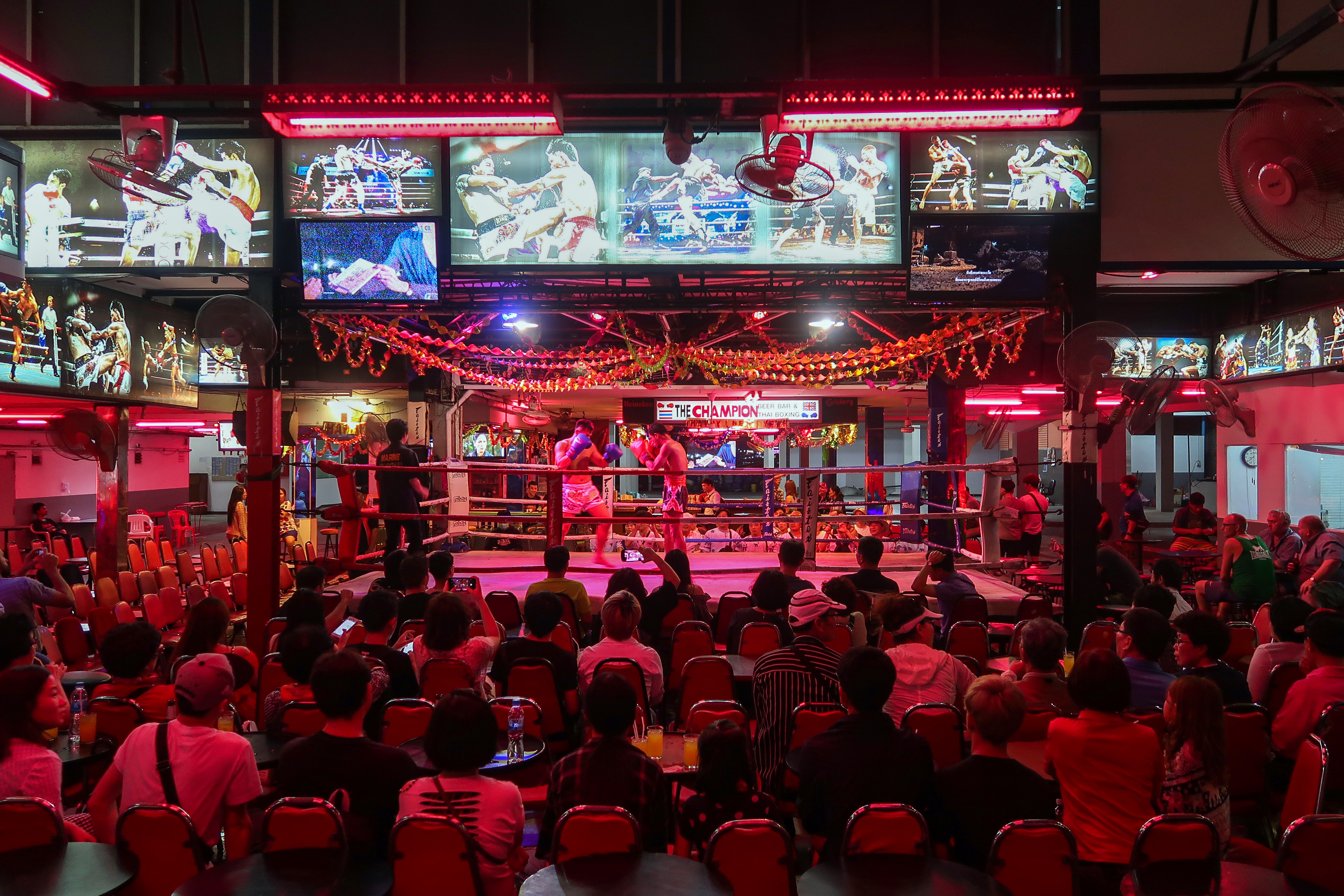
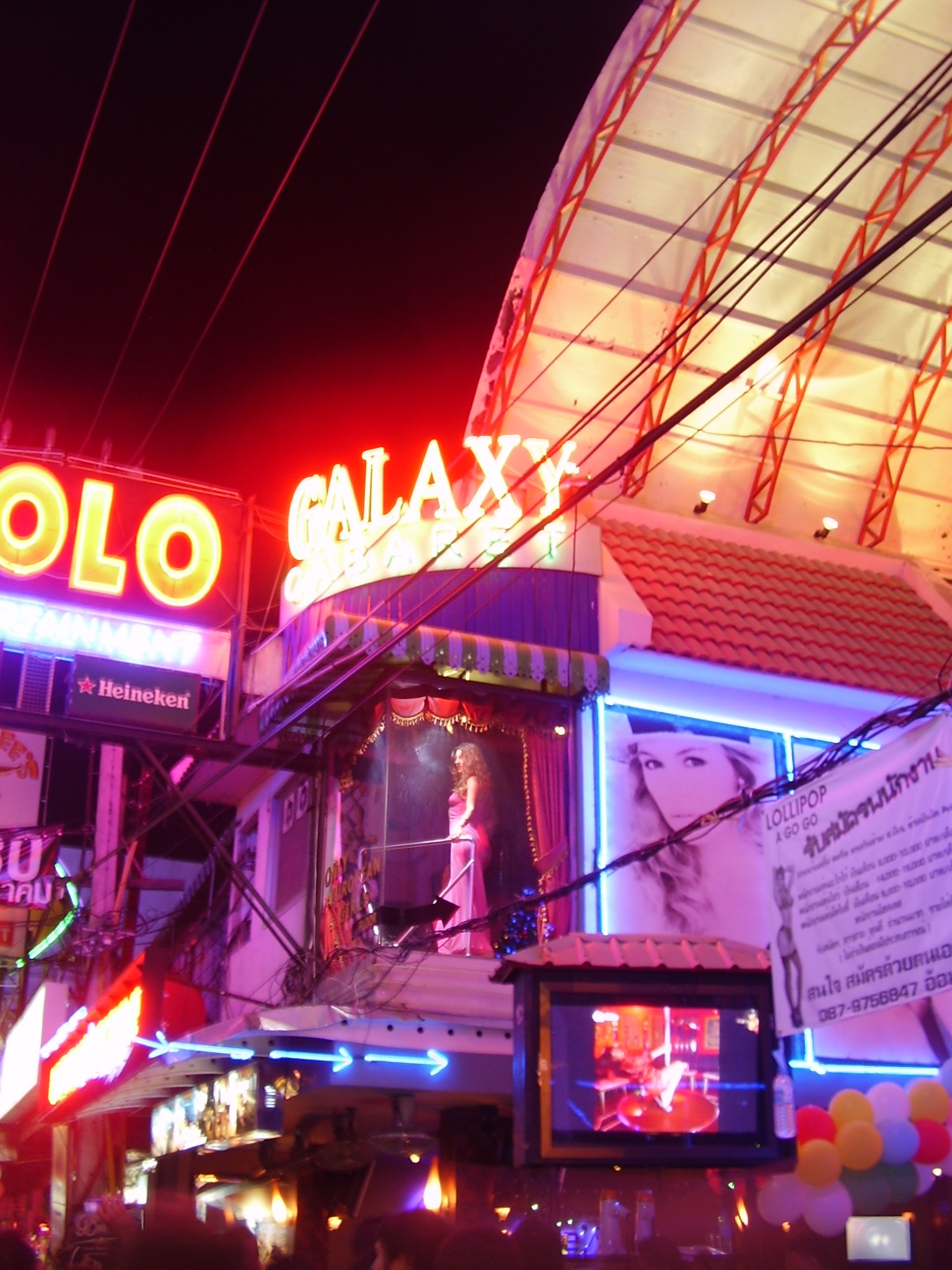